# Joseph Yorke
Joseph Yorke, 1. baron z Doveru (Joseph Yorke, 1st Baron of Dover) (24. června 1724 – 2. prosince 1792) byl britský generál a diplomat z významné šlechtické rodiny Yorke. Od sedmnácti let sloužil v armádě a nakonec dosáhl hodnosti generála (1777), kromě toho byl poslancem parlamentu. Téměř třicet let byl britským velvyslancem v Nizozemí (1751–1780). V roce 1788 byl s titulem barona povolán do Horní sněmovny.

## Životopis

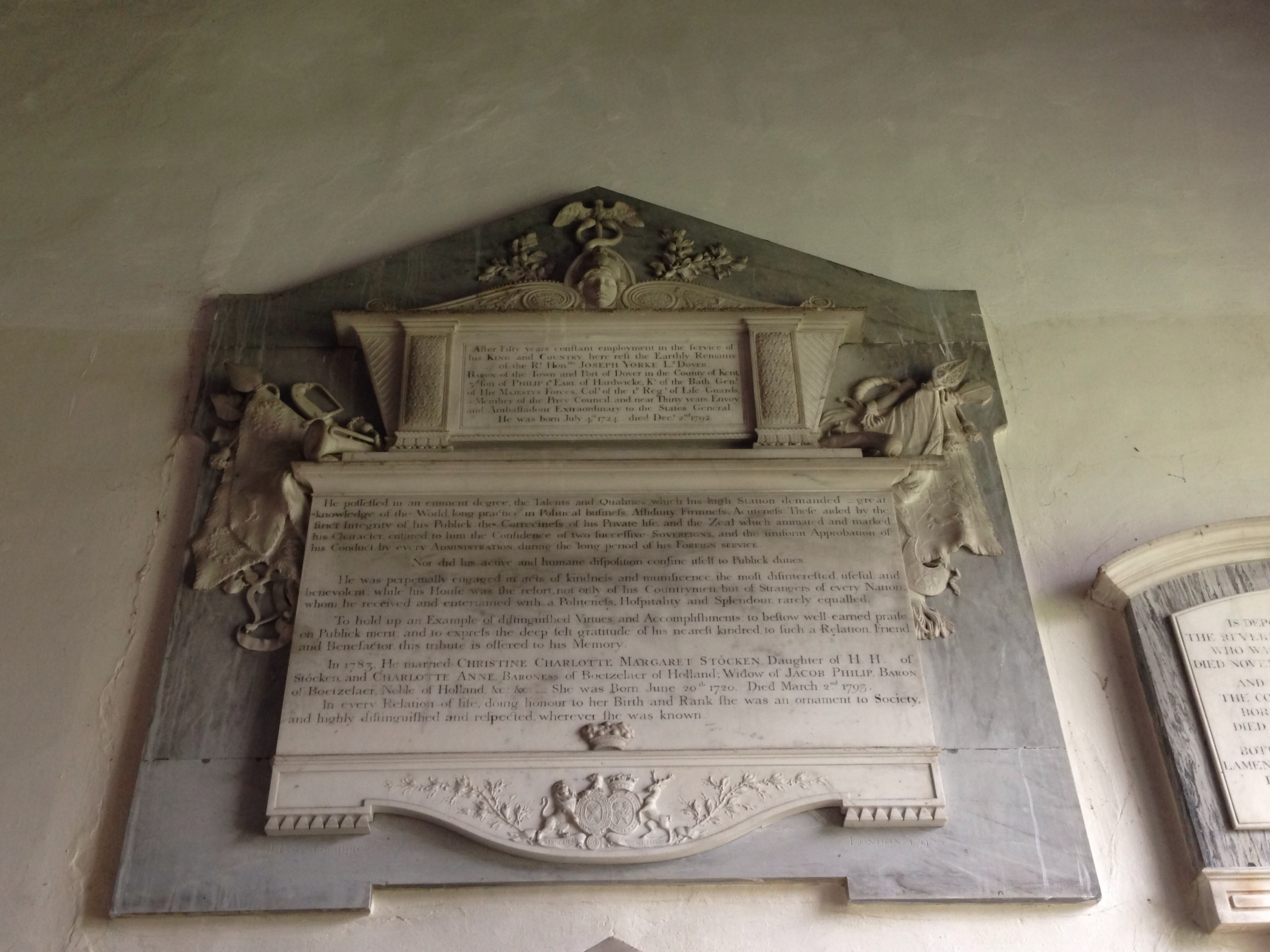
Náhrobek Josepha Yorka ve Wimpole (Cambridgeshire)

Pocházel ze šlechtické rodiny Yorke, jejíž členové v 18. a 19. století zastávali vysoké úřady. Narodil se jako třetí syn vlivného právníka 1. hraběte z Hardwicke. Na počátku války o rakouské dědictví vstoupil do armády a již v roce 1743 dosáhl hodnosti poručíka a kapitána. Zúčastnil se bitvy u Fontenoy a v letech 1745–1749 byl pobočníkem vévody z Cumberlandu. V roce 1749 byl povýšen na plukovníka a v letech 1749–1758 byl pobočníkem Jiřího II., mezitím se začal uplatňovat v diplomacii a v letech 1749–1751 byl tajemníkem vyslanectví v Paříži. V letech 1751–1780 byl diplomatickým zástupcem v Nizozemí, nejprve jako zplnomocněný ministr, od roku 1761 s hodností velvyslance. Ještě před odchodem do Nizozemí se s podporou vévody z Dorsetu stal členem Dolní sněmovny (1751). V souladu s rodinnou tradicí se politicky hlásil k whigům a poslancem zůstal pět volebních období až do roku 1780, vzhledem k dlouholeté diplomatické službě v zahraničí se ale zasedání parlamentu prakticky nezúčastňoval.
Dvakrát odmítl nabídku na prestižní post velvyslance ve Španělsku, nepřijal ani nabízený post ve vládě. V Nizozemí konal dlouhodobě platné služby, za sedmileté války byl iniciátorem smlouvy s Pruskem (1758), která navazovala na předchozí tzv. westminsterskou konvenci. V roce 1761 získal Řád lázně, v roce 1768 byl jmenován členem Tajné rady. Mimo aktivní službu v armádě nadále postupoval v hodnostech, dosáhl postupně hodností generálmajora (1758), generálporučíka (1760) a generála (1777). Nizozemí opustil po vypuknutí čtvrté anglo-nizozemské války v roce 1780. Po návratu do Británie nějakou dobu ještě působil jako konzultant pro zahraniční politiku, v roce 1788 byl povýšen na barona a stal se členem Sněmovny lordů (peerský titul s názvem z Doveru byl odvozen od města Dover, které Yorke v letech 1761–1770 zastupoval v Dolní sněmovně).
Od roku 1783 byl ženatý s Christine de Stöcken (1730–1793), která pocházela z dánského šlechtického rodu. Josephovým úmrtím zanikl baronský titul z Doveru, později byl udělen rodině Agar-Ellis.
Ze sourozenců Josepha Yorka vynikl Charles (1722–1770), právník a dlouholetý člen vlády v různých funkcích. Sestra Elizabeth (1725–1760) byla manželkou dlouholetého ministra námořnictva admirála Georga Ansona.